# Liolaemus monticola
Liolaemus monticola — вид ігуаноподібних ящірок родини Liolaemidae. Ендемік Чилі.

## Поширення і екологія
Liolaemus monticola мешкають в центральному Чилі, від Кокімбо до Мауле, в передгір'ях Анд. Вони живуть в чагарникових заростях. Зустрічаються на висоті від 320 до 2200 м над рівнем моря. Живляться мурахами, відкладають яйця.